# Periphanesthes aurora
Periphanesthes aurora är en skalbaggsart som beskrevs av Victor Ivanovitsch Motschulsky 1857. Periphanesthes aurora ingår i släktet Periphanesthes och familjen Cetoniidae. Inga underarter finns listade i Catalogue of Life.